# Kate Lockley
Kate Lockley è un personaggio immaginario creato da Joss Whedon per la serie televisiva Angel, interpretato da Elisabeth Röhm.

## Personaggio
Kate è apparsa come personaggio ricorrente nelle prime due stagioni, è una giovane detective del Dipartimento di Polizia di Los Angeles, della sezione omicidi. Svariate volte sarà di aiuto al protagonista Angel, ma se all'inizio tra i due si stava instaurando una sincera amicizia, il suo scetticismo la porterà a diventare più rude e ostile verso di lui quando scopre dell'esistenza del soprannaturale e della natura di vampiro di Angel.
La vita di Kate è stata condizionata dalla figura paterna, il padre Trevor è un uomo emotivamente inaccessibile, rude e poco propenso a mostrare affetto verso la figlia, è evidente come Kate abbia assimilato alcuni suoi tratti caratteriali nella speranza di ottenere la sua approvazione, l'indole introversa di Kate le impedisce di ammettere quanto soffra per la mancanza di amore del genitore. Trevor le vuole bene a modo suo ma è incapace di dimostrarglielo, Kate è alla costante ricerca di un gesto di affetto da parte del padre.
Kate è una donna coraggiosa, ma è anche orgogliosa e ha difficoltà a gestire la rabbia. Pur essendo una donna molto bella per lei non c'è spazio per la vita privata, durante le sue apparizioni nella serie si è potuto evincere che praticamente non ne abbia una, vive con la convinzione che essere un poliziotto sia il solo scopo della propria esistenza. Benché sia evidente che prova attrazione per Angel, ammette che la sola idea di pensare a lui come a un fidanzato la metterebbe a disagio, evidenziando la sua incapacità di far entrare le persone nella sua vita.
Il suo personaggio viene eliminato dalla serie quando Elisabeth Röhm lascia il cast per unirsi a quello di Law & Order.

## Biografia

### Antefatti
Figlia di Trevor e della moglie, il padre è un poliziotto molto rispettato tra i colleghi del dipartimento di polizia di Los Angles. La vita di Kate è crollata a pezzi quando la madre morì, lei era solo una bambina, non tanto per la perdita quanto per il modo in cui Trevor reagì: divenne incapace di mostrare affettività nei confronti di Kate, perché quando guardava lei vedeva solo la defunta moglie, tra i due si creò una frattura che non si è mai rimarginata. Kate seguì tuttavia le orme paterne e come Trevor si è arruolata nel corpo di polizia di Los Angeles fino a raggiungere il grado di detective.

### Prima stagione
Kate fa la sua prima apparizione nel secondo episodio, quando lavorando sotto copertura indaga su una serie di omicidi in un locale notturno per single. Anche Angel segue lo stesso caso, avendo da poco aperto la sua agenzia di sicurezza privata. Il colpevole è il demone parassita Talamour il quale prende possesso del corpo del barman che lavora al locale: Angel usa il fuoco per indebolirlo, infine Kate gli spara e lo uccide, ma senza aver compreso che l'assassino a cui dava la caccia era un demone.
Angel, approfittando delle informazioni di cui Kate può entrare in possesso data la sua posizione di detective, in rari casi si avvale del suo aiuto durante le proprie indagini. Pure Kate si lascia aiutare da lui quando necessario, ad esempio quando gli chiede di arrestare il boss della malavita Tony Papazian che lei da tempo voleva incriminare.
Un vampiro fa la sua comparsa a Los Angeles, si tratta di Penn, era stato Angel in passato a trasformarlo in un demone, egli attira l'attenzione di Kate e dei suoi colleghi iniziando a mietere vittime. Kate all'inizio crede che si tratti di un normale serial killer, ma quando Angel lo affronta davanti a lei scopre che sono entrambi due vampiri, viene così a conoscenza del mondo paranormale. Fa pure delle ricerche su Angel scoprendo che quest'ultimo (prima che gli fosse restituita la sua anima) era noto per essere un vampiro estremamente crudele. Kate adesso è portata a temere Angel e a vederlo come una minaccia, benché gli salva la vita uccidendo Penn.
Per Kate è estremamente difficile accettare l'esistenza del mondo demoniaco, specialmente perché è una realtà che deve rimanere celata alla comunità umana, ma proprio quando sembrava sul punto di voler costruire con Angel una vera amicizia, dato che apprezza le sue qualità, Trevor (da poco in pensione) viene ucciso da dei vampiri dopo che aveva lucrato collaborando con un gruppo criminale. La morte del padre è per Kate un dolore troppo forte da affrontare tanto che riversa la sua rabbia su Angel, la sua ossessione ora è combattere i demoni.
Kate tra i suoi colleghi inizia a diventare famosa per comparire nelle scene legate ai crimini più inspiegabili, ovvero quelle legate ai demoni. Lindsey McDonald, avvocato dello studio legale Wolfram & Hart, e acerrimo nemico di Angel, tenta di usare a suo vantaggio l'odio di Kate per Angel in modo da eliminarlo, lei infatti accetta di arrestarlo nella speranza di farlo morire addossandogli la colpa dei crimini di cui Faith Lehane è colpevole, ma il piano non funziona dato che Faith si assume la responsabilità delle sue colpe costituendosi e mettendo Kate nella posizione di scagionare Angel.

### Seconda stagione
La Wolfram & Hart si serve di Kate per arrestare Angel, ma lei poi lo lascia libero in modo che lui possa fermare Darla e Drusilla, la quali sono troppo pericolose. Angel però tradisce la fiducia di Kate a lascia a Darla e Drusilla il permesso di uccidere gli avvocati della Wolfram & Hart.
Kate e Angel scoprono che il capitano Aktinson, tramite una magia nera, ha riportato in vita come zombie degli agenti di polizia affinché loro possano ripulire dal crimine alcuni quartieri malfamati, il problema è che i morti-viventi si rivelano pericolosi a spietati. Kate trova consolazione nel fatto che suo padre non è tra i poliziotti zombie. Angel riesce a spezzare il maleficio oscuro di Aktinson, ma quest'ultimo per ritorsione denuncia Kate a una commissione disciplinare che la costringe a dare le dimissioni.
Kate, tutta sola in casa, tenta il suicidio con dei barbiturici, lascia un messaggio sulla segreteria telefonica di Angel, il quale dalle sue parole capisce che vuole togliersi la vita. Angel entra nella casa di Kate dopo aver abbattuto la porta e, quando la vede incosciente, la tiene sotto una doccia fredda per rianimarla. Dopo quanto accaduto Kate, riconoscente a Angel per averle impedito di fare una sciocchezza, ritrova la sua serenità, avendo capito che deve vedere in tutto quello che è accaduto la possibilità di dare una svolta alla propria vita. I vampiri possono entrare nell'abitazione di una persona solo se il proprietario della casa li invita, infatti Kate fa notare a Angel che egli è entrato in casa sua salvandola, ma la cosa incredibile è che Kate non lo aveva mai invitato a entrare: implicitamente è probabile che siano state le Forze dell'Essere a permetterglielo.

### Dopo la caduta
Kate riappare nel settimo numero di Angel: Dopo la caduta, quando salva Connor da un gruppo di demoni, ignara che Connor è il figlio di Angel. Stabilisce un'attività di antichità dopo il suo addio dalla polizia di Los Angeles e usa i suoi contatti commerciali per saperne di più sul soprannaturale e sull'occulto. Fornisce al suo nascondiglio un arsenale di armi antiche e moderne. La si vede partire per far saltare in aria un esercito di demoni. Questo evento reale si svolge la stessa notte di "Non svaniremo". Qualche tempo dopo, dopo che LA è tornata alla normalità, incontra nuovamente Angel e riapre la Angel Investigazioni. Tuttavia, ci sono diverse difficoltà dovute al nuovo status di fama di Angel (dal momento che molti clienti sono in realtà fan e ammiratori piuttosto che persone che hanno bisogno di aiuto), oltre a uno sconvolgimento nell'attività demoniaca. L'attuale Angel Investigazioni è composta da Angel, Kate, Connor e Gwen.
Nella serie Angel & Faith, viene brevemente menzionato da Gunn che Kate è tornata con la Polizia di Los Angeles alla guida della loro nuova unità di indagini soprannaturali, poiché l'esistenza del mondo mistico è diventata di dominio pubblico in seguito agli eventi di "La prescelta" e "Non svaniremo".

## Scrittura e recitazione
- Kate era originariamente concepita come un personaggio molto più dark. Nell'episodio non prodotto "Corrupt", era una detective sotto copertura come prostituta, ed era dipendente dalla droga.
- Elisabeth Röhm ha detto "Pensavo che Kate fosse questa giovane donna incredibilmente potente che è fantastica in quello che fa, ma allo stesso tempo, solo una ragazza. C'è una grande battuta in Notting Hill quando Julia Roberts dice 'sono solo una ragazza che vuole che un ragazzo la ami'. Penso che sia una parte di Kate e una parte di tutti coloro che sono davvero bravi in quello che fanno. In realtà sono solo la ragazza o il ragazzo che è reale e ha gli stessi problemi di tutti gli altri. vuole solo essere amata e non sa come farlo."
- Röhm sulla relazione tra Kate e Angel: "Penso che Kate e Angel siano fatti l'uno per l'altra, ma in un certo senso, puoi vederli diventare migliori amici."
- Röhm sulla partenza del suo personaggio da Angel: "Beh, ero nella prima stagione dello show, facevo parte del cast originale e adoravo farlo, ma nella seconda stagione avevo il mio personale show su TNT chiamato Bull, quindi ho dovevo andare avanti e indietro tra la mia serie e l'essere un personaggio ricorrente in Angel, e poi mi hanno offerto un personaggio in Law & Order - I due volti della giustizia, e Joss e io abbiamo deciso che sarebbe stato impossibile per me andare da New York (dove ero un personaggio regolare in Law & Order) a Los Angeles per Angel e abbiamo avuto una grande opportunità che finisse in modo drammatico, ed è stato molto soddisfacente per entrambi".

## Apparizioni

### Apparizioni canoniche
Kate è apparsa in 15 episodi di Angel e nell'episodio mai mandato in onda. Ella viene menzionata solo brevemente da altri personaggi dopo la sua partenza nella seconda stagione.
Stagione 1 (1999-2000) - "Corrupt" (inedito), "Cuori solitari", "Il chirurgo medianico", "Il fantasma di Maude", "Il controllo dell'aggressività", "Il pupillo", "L'indemoniato" ,"L'amore non muore", "Vendetta" ,"Shanshu a L.A.".
Stagione 2 (2000-2001) - "La trappola", "Il sudario di Rhamon", "L'ultima degustazione", "Il quartiere di Gunn", "Un viaggio di sola andata", "Il grande premio".
Kate appare di nuovo nella continuazione canonica a fumetti della serie ne Angel: Dopo la Caduta #7

### Apparizioni non-canoniche
Kate appare nell'universo espanso di Angel, incluso il fumetto di Angel Hunting Ground.